# ناحیه سومپتر (شهرستان کومبرلند، ایلینوی)
ناحیه سومپتر (به انگلیسی: Sumpter Township) یک منطقهٔ مسکونی در ایالات متحده آمریکا است که در شهرستان کومبرلند واقع شده‌است. ناحیه سومپتر ۱۸۰ متر بالاتر از سطح دریا واقع شده‌است.